# Sagawa Issei
Sagawa Issei (佐川 一 政, 26 tháng 04 năm 1949 - 24 tháng 11 năm 2022) là một kẻ sát nhân người Nhật Bản. Vào năm 1981, trong khoảng thời gian còn du học ở Paris, Pháp, Sagawa đã sát hại và ăn thịt một nữ sinh viên người Hà Lan tên là Renée Hartevelt. Sau khi ra tù, Sagawa trở thành một người nổi tiếng quy mô nhỏ ở Nhật Bản và kiếm tiền thông qua sự quan tâm của công chúng vào tội ác của mình.

## Những năm đầu đời
Sagawa Issei sinh ngày 26 tháng 4 năm 1949 tại Kobe, tỉnh Hyōgo, trong một gia đình giàu có. Cha của Sagawa, Akira Sagawa, là một doanh nhân từng là chủ tịch của Kurita Water Industries, và ông nội của anh là biên tập viên cho tờ The Asahi Shimbun. Theo báo cáo, Sagawa sinh non và nhỏ đến mức có thể nằm gọn trong lòng bàn tay của cha mình, và ngay lập tức bị viêm ruột, một căn bệnh về ruột non. Sagawa cuối cùng đã hồi phục sau vài lần tiêm kali và calci trong nước muối. Sức khỏe yếu ớt và tính cách hướng nội của Sagawa khiến anh phát triển niềm yêu thích văn học. Sagawa theo học tại các trường học ở Kamakura, tỉnh Kanagawa, nơi anh lần đầu tiên trải nghiệm ham muốn ăn thịt đồng loại khi học lớp một, sau khi nhìn thấy đùi của một nam giới. Trong một cuộc phỏng vấn năm 2011 với Vice, Sagawa kể rằng khi còn trẻ, anh đã tham gia thú ăn thịt với con chó của mình và trải qua ham muốn ăn thịt đồng loại đối với phụ nữ. Sagawa theo học Đại học Wako và hoàn thành bằng thạc sĩ Văn học Anh tại Đại học Kwansei Gakuin.
Năm 24 tuổi, khi đang theo học Đại học Wako ở Tokyo, Sagawa theo một phụ nữ cao lớn người Đức về nhà, sau đó đột nhập vào căn hộ của cô khi cô đang ngủ. Mục đích của Sagawa là ăn thịt cô bằng cách cắt một phần mông của cô và lẻn đi với một phần nhỏ thịt của cô, nhưng cô tỉnh dậy và, Sagawa thừa nhận, sau đó anh ta bị đẩy xuống đất. Sagawa bị cảnh sát bắt và buộc tội cố gắng cưỡng hiếp, và không thú nhận ý định thực sự của mình với chính quyền. Các cáo buộc cố gắng cưỡng hiếp của Sagawa đã được bãi bỏ khi cha anh ta trả tiền cho nạn nhân.
Năm 1977, ở tuổi 27, Sagawa chuyển đến Pháp để theo đuổi bằng Tiến sĩ. trong ngành văn học tại Sorbonne ở Paris. Sagawa đã nói rằng khi cư trú ở Paris, "Hầu như đêm nào tôi cũng đưa gái mại dâm về nhà và sau đó cố bắn họ, nhưng vì lý do nào đó mà các ngón tay của tôi cứng lại và tôi không thể bóp cò."

## Sát hại Renée Hartevelt
Vào ngày 11 tháng 06 năm 1981, Sagawa, khi đó 32 tuổi, mời người bạn cùng lớp ở Sorbonne, Renée Hartevelt, một phụ nữ Hà Lan, đến ăn tối tại căn hộ của mình ở số 10 Rue Erlanger, với lý do là dịch thơ cho một bài tập ở trường. Sagawa đã lên kế hoạch giết và ăn thịt cô, sau khi chọn cô vì sức khỏe và sắc đẹp - những đặc điểm mà anh cảm thấy mình còn thiếu. Sagawa tự nhận mình yếu đuối, xấu xí và nhỏ bé (cao 144,8 cm (4 ft 9 in))  và tuyên bố muốn hấp thụ năng lượng của cô. Cô ấy 25 tuổi và cao 178 cm (5 ft 10 in). Sau khi Hartevelt đến, cô bắt đầu đọc thơ trên bàn, quay lưng về phía Sagawa khi anh ta dùng súng trường bắn vào cổ cô. Sagawa nói rằng anh đã ngất xỉu sau cú sốc khi bắn cô, nhưng tỉnh dậy với nhận ra rằng anh phải thực hiện kế hoạch của mình. Sagawa đã quan hệ tình dục với xác chết của cô nhưng anh ta không thể cắn vào da của cô vì răng của anh ta không đủ sắc, vì vậy anh ta rời khỏi căn hộ và mua một con dao đồ tể. Sagawa tiêu thụ nhiều bộ phận khác nhau trên cơ thể Hartevelt, ăn gần hết ngực và mặt của cô, sống hoặc nấu chín, trong khi để dành các bộ phận khác trong tủ lạnh của anh ta. Sagawa cũng chụp ảnh cơ thể của Hartevelt ở mỗi giai đoạn ăn uống. Sau đó Sagawa cố gắng vứt xác Hartvelt xuống một hồ nước ở rừng Boulogne, mang các bộ phận cơ thể rời rạc của cô trong hai chiếc vali, nhưng đã bị bắt quả tang và bị cảnh sát Pháp bắt giữ 4 ngày sau đó.
Người cha giàu có của Sagawa đã thuê một luật sư để bào chữa cho anh, và sau hai năm bị giam giữ chờ xét xử, Sagawa bị thẩm phán người Pháp, Jean-Louis Bruguière, tuyên bố là điên rồ và không thích hợp để hầu tòa. Sau chuyến thăm của tác giả Inuhiko Yomota, bài viết về cuộc giết người của Sagawa đã được xuất bản ở Nhật Bản với tựa đề In the Fog. Sự công khai sau đó và sự nổi tiếng rùng rợn của Sagawa có thể đã góp phần khiến chính quyền Pháp quyết định trục xuất anh ta về Nhật Bản, nơi anh ta ngay lập tức được chuyển đến Bệnh viện Matsuzawa ở Tokyo. Các nhà tâm lý học kiểm tra sức khỏe của anh ta đều tuyên bố anh ta khỏe mạnh và nhận thấy sự đồi bại tình dục là động lực duy nhất để giết người. Vì các cáo buộc chống lại Sagawa ở Pháp đã được bãi bỏ, các tài liệu của tòa án Pháp đã được niêm phong và không được công bố cho chính quyền Nhật Bản; do đó Sagawa không thể bị giam giữ hợp pháp tại Nhật Bản. Sagawa tự xuất viện vào ngày 12 tháng 8 năm 1986, và sau đó vẫn tự do kể từ ngày đó. Sự tự do tiếp tục của Sagawa đã bị chỉ trích rộng rãi.

## Sau khi được tự do
Từ năm 1986 đến 1997, Sagawa thường xuyên được mời làm diễn giả và bình luận viên. Năm 1992, Sagawa xuất hiện trong bộ phim khai thác Uwakizuma: Chijokuzeme (Người vợ không chung thủy: Sự tra tấn đáng xấu hổ) của Hisayasu Sato với tư cách là một kẻ cuồng dâm. Sagawa đã viết sách về vụ giết người mà anh ta đã gây ra, cũng như Shonen A, cuốn sách về vụ giết trẻ em Kobe năm 1997. [nguồn không đáng tin cậy] Sagawa cũng đã viết các bài đánh giá nhà hàng cho tạp chí Spa của Nhật Bản. [12] Sagawa không còn có thể tìm được nhà xuất bản cho bài viết của mình và anh ấy đã phải vật lộn để tìm việc làm. Sagawa suýt được một trường dạy tiếng Pháp chấp nhận vì người quản lý rất ấn tượng trước sự dũng cảm khi sử dụng tên thật của anh, nhưng nhân viên phản đối và anh bị từ chối.
Năm 2005, cha mẹ của Sagawa qua đời và anh ta bị ngăn cản đến dự đám tang của họ, nhưng họ đã trả nợ cho các chủ nợ của họ và chuyển đến nhà ở công cộng. Sagawa nhận trợ cấp phúc lợi trong một thời gian. Trong một cuộc phỏng vấn với tạp chí  Vice vào năm 2011, Sagawa nói rằng bị buộc phải kiếm sống trong khi bị mang tiếng là kẻ giết người và ăn thịt người là một hình phạt khủng khiếp. Năm 2013, Sagawa phải nhập viện vì nhồi máu não, khiến hệ thần kinh của anh bị tổn thương vĩnh viễn. Hiện anh sống một mình và cần sự trợ giúp hàng ngày do em trai anh hoặc người chăm sóc cung cấp. Vào thời điểm đó, anh tuyên bố đã hối hận về nỗi ám ảnh.
Ông qua đời vì biến chứng bệnh viêm phổi tại một bệnh viện ở Tokyo vào ngày 24 tháng 11 năm 2022, thọ 73 tuổi.